# Piercarlo Ghinzani
Piercarlo Ghinzani (n. 16 ianuarie 1952, Riviera d'Adda⁠(d), Italia) este un fost pilot de Formula 1. De-a lungul carierei a luat startul în 76 de curse , niciuna din pole-position. Nu a câștigat nicio cursă și nu a terminat niciodată pe podium, acumulând 2 puncte.